# Rosa salvaje
Rosa salvaje (doslova Divoká růže) je mexická telenovela produkovaná společností Televisa a vysílaná na stanici Las Estrellas v roce 1987. V hlavních rolích hráli Verónica Castro a Guillermo Capetillo.

## Obsazení
- Verónica Castro jako Rosa García
- Guillermo Capetillo jako Ricardo Linares / Rogelio Linares